# Timonius palawanensis
Timonius palawanensis är en måreväxtart som beskrevs av Adolph Daniel Edward Elmer. Timonius palawanensis ingår i släktet Timonius och familjen måreväxter. Inga underarter finns listade i Catalogue of Life.